# PPG 375
Das PPG 375 ist ein Automobilrennen in Fort Worth, Texas, Vereinigte Staaten. Es ist seit 1997 im Rennkalender der IndyCar Series. Es wird jährlich im Juni auf dem Texas Motor Speedway ausgetragen.
Mit dem Firestone Firehawk 600 (CART) und dem Chevy 500 (IndyCar Series) gab es zwei weitere Rennen der höchsten Kategorie im American Championship Car Racing (ACCR) auf dem Texas Motor Speedway.

## Geschichte
Das True Value 500 1997 war das erste texanische Rennen im American Championship Car Racing seit 1979. Das Rennen ging mit einem Wertungsfehler in die Geschichte ein. Billy Boat wurde als Sieger abgewinkt. Allerdings gab es ein technisches Problem bei der Zeitnahme, sodass Arie Luyendyk, der eigentlich in Führung lag, nicht als Sieger gewertet wurde. Luyendyk zweifelte an der offiziellen Zeitnahme und es kam in der Victory Lane zu Handgreiflichkeiten zwischen Luyendyk und A. J. Foyt, dem Teamchef von Boat. Einen Tag später bestätigte die USAC, dass es einen Wertungsfehler gab und Luyendyk wurde zum Sieger erklärt.
Das Rennen wurde mehrfach umbenannt, von 2021 bis 2022 hieß die Veranstaltung XPEL 375 und seit 2023 PPG 375.
2011 führte man mit den Firestone Twin 275s einmalig eine Veranstaltung mit zwei aufeinander folgenden Rennen durch. Die Renndistanz und die Meisterschaftspunkte für die einzelnen Läufe wurde halbiert. Die Startaufstellung für das erste Rennen wurde durch ein Qualifying ermittelt, fürs zweite Rennen entschied das Los über die Startpositionen. Mehrere Fahrer kritisierten dieses Verfahren mit deutlichen Worten.

## Weitere ACCR-Rennen auf dem Texas Motor Speedway
Von 1998 bis 2004 gab es mit dem Chevy 500 ein weiteres Rennen der IndyCar Series auf dem Texas Motor Speedway. Dieses wurde traditionell im Herbst ausgetragen. Zudem hätte mit dem Firestone Firehawk 600 2001 auch ein Rennen der CART-Serie auf dieser Strecke stattfinden sollen. Das Rennen wurde jedoch nicht gestartet, da fast alle Piloten nach dem Training aufgrund der hohen g-Kräfte über Schwindel geklagt hatten.

## Ergebnisse
| Auflage | Jahr | Serie              | Sieger                                | Zweiter                              | Dritter                                | Pole-Position                        | Schnellste Runde                    |
| ------- | ---- | ------------------ | ------------------------------------- | ------------------------------------ | -------------------------------------- | ------------------------------------ | ----------------------------------- |
| 01      | 1997 | Indy Racing League | Arie Luyendyk (G-Force-Oldsmobile)    | Billy Boat (G-Force-Oldsmobile)      | Davey Hamilton (G-Force-Oldsmobile)    | Tony Stewart (G-Force-Oldsmobile)    | Tony Stewart (G-Force-Oldsmobile)   |
| 02      | 1998 | Indy Racing League | Billy Boat (Dallara-Oldsmobile)       | Greg Ray (Dallara-Oldsmobile)        | Kenny Bräck (Dallara-Oldsmobile)       | Tony Stewart (Dallara-Oldsmobile)    | Tony Stewart (Dallara-Oldsmobile)   |
| 03      | 1999 | Indy Racing League | Scott Goodyear (G-Force-Oldsmobile)   | Greg Ray (Dallara-Oldsmobile)        | Sam Schmidt (G-Force-Oldsmobile)       | Mark Dismore (Dallara-Oldsmobile)    | Sam Schmidt (G-Force-Oldsmobile)    |
| 04      | 2000 | Indy Racing League | Scott Sharp (Dallara-Oldsmobile)      | Robby McGehee (G-Force-Oldsmobile)   | Al Unser jr. (G-Force-Oldsmobile)      | Buddy Lazier (Dallara-Oldsmobile)    | Eddie Cheever (Dallara-Nissan)      |
| 05      | 2001 | Indy Racing League | Scott Sharp (Dallara-Oldsmobile)      | Felipe Giaffone (G-Force-Oldsmobile) | Sam Hornish jr. (Dallara-Oldsmobile)   | Mark Dismore (Dallara-Oldsmobile)    | Eddie Cheever (Dallara-Nissan)      |
| 06      | 2002 | Indy Racing League | Jeff Ward (G-Force-Chevrolet)         | Al Unser jr. (Dallara-Chevrolet)     | Airton Daré (Dallara-Chevrolet)        | Tomas Scheckter (Dallara-Nissan)     | Eddie Cheever (Dallara-Nissan)      |
| 07      | 2003 | IndyCar Series     | Al Unser jr. (Dallara-Toyota)         | Tony Kanaan (Dallara-Honda)          | Tora Takagi (G-Force-Toyota)           | Tomas Scheckter (G-Force-Toyota)     | Felipe Giaffone (G-Force-Toyota)    |
| 08      | 2004 | IndyCar Series     | Tony Kanaan (Dallara-Honda)           | Dario Franchitti (Dallara-Honda)     | Alex Barron (Dallara-Chevrolet)        | Dario Franchitti (Dallara-Honda)     | Vitor Meira (G-Force-Honda)         |
| 09      | 2005 | IndyCar Series     | Tomas Scheckter (Dallara-Chevrolet)   | Sam Hornish jr. (Dallara-Toyota)     | Tony Kanaan (Dallara-Honda)            | Tomas Scheckter (Dallara-Chevrolet)  | Tomáš Enge (Dallara-Chevrolet)      |
| 10      | 2006 | IndyCar Series     | Hélio Castroneves (Dallara-Honda)     | Scott Dixon (Dallara-Honda)          | Dan Wheldon (Dallara-Honda)            | Sam Hornish jr. (Dallara-Honda)      | Dan Wheldon (Dallara-Honda)         |
| 11      | 2007 | IndyCar Series     | Sam Hornish jr. (Dallara-Honda)       | Tony Kanaan (Dallara-Honda)          | Danica Patrick (Dallara-Honda)         | Scott Sharp (Dallara-Honda)          | Marco Andretti (Dallara-Honda)      |
| 12      | 2008 | IndyCar Series     | Scott Dixon (Dallara-Honda)           | Hélio Castroneves (Dallara-Honda)    | Ryan Briscoe (Dallara-Honda)           | Scott Dixon (Dallara-Honda)          | Dan Wheldon (Dallara-Honda)         |
| 13      | 2009 | IndyCar Series     | Hélio Castroneves (Dallara-Honda)     | Ryan Briscoe (Dallara-Honda)         | Scott Dixon (Dallara-Honda)            | Dario Franchitti (Dallara-Honda)     | Ryan Briscoe (Dallara-Honda)        |
| 14      | 2010 | IndyCar Series     | Ryan Briscoe (Dallara-Honda)          | Danica Patrick (Dallara-Honda)       | Marco Andretti (Dallara-Honda)         | Ryan Briscoe (Dallara-Honda)         | Ryan Hunter-Reay (Dallara-Honda)    |
| 15      | 2011 | IndyCar Series     | Dario Franchitti (Dallara-Honda)      | Scott Dixon (Dallara-Honda)          | Will Power (Dallara-Honda)             | Alex Tagliani (Dallara-Honda)        | E. J. Viso (Dallara-Honda)          |
| 16      | 2011 | IndyCar Series     | Will Power (Dallara-Honda)            | Scott Dixon (Dallara-Honda)          | Ryan Briscoe (Dallara-Honda)           | Tony Kanaan (Dallara-Honda)          | Scott Dixon (Dallara-Honda)         |
| 17      | 2012 | IndyCar Series     | Justin Wilson (Dallara-Honda)         | Graham Rahal (Dallara-Honda)         | Ryan Briscoe (Dallara-Chevrolet)       | Alex Tagliani (Dallara-Honda)        | Ryan Briscoe (Dallara-Chevrolet)    |
| 18      | 2013 | IndyCar Series     | Hélio Castroneves (Dallara-Chevrolet) | Ryan Hunter-Reay (Dallara-Chevrolet) | Tony Kanaan (Dallara-Chevrolet)        | Will Power (Dallara-Chevrolet)       | Tony Kanaan (Dallara-Chevrolet)     |
| 19      | 2014 | IndyCar Series     | Ed Carpenter (Dallara-Chevrolet)      | Will Power (Dallara-Chevrolet)       | Juan Pablo Montoya (Dallara-Chevrolet) | Will Power (Dallara-Chevrolet)       | Tony Kanaan (Dallara-Chevrolet)     |
| 20      | 2015 | IndyCar Series     | Scott Dixon (Dallara-Chevrolet)       | Tony Kanaan (Dallara-Chevrolet)      | Hélio Castroneves (Dallara-Chevrolet)  | Will Power (Dallara-Chevrolet)       | Will Power (Dallara-Chevrolet)      |
| 21      | 2016 | IndyCar Series     | Graham Rahal (Dallara-Honda)          | James Hinchcliffe (Dallara-Honda)    | Tony Kanaan (Dallara-Chevrolet)        | Carlos Muñoz (Dallara-Honda)         | Scott Dixon (Dallara-Chevrolet)     |
| 22      | 2017 | IndyCar Series     | Will Power (Dallara-Chevrolet)        | Tony Kanaan (Dallara-Chevrolet)      | Simon Pagenaud (Dallara-Chevrolet)     | Charlie Kimball (Dallara-Honda)      | Tony Kanaan (Dallara-Chevrolet)     |
| 23      | 2018 | IndyCar Series     | Scott Dixon (Dallara-Honda)           | Simon Pagenaud (Dallara-Chevrolet)   | Alexander Rossi (Dallara-Honda)        | Josef Newgarden (Dallara-Chevrolet)  | Josef Newgarden (Dallara-Chevrolet) |
| 24      | 2019 | IndyCar Series     | Josef Newgarden (Dallara-Chevrolet)   | Alexander Rossi (Dallara-Honda)      | Graham Rahal (Dallara-Honda)           | Takuma Satō (Dallara-Honda)          | Takuma Satō (Dallara-Honda)         |
| 25      | 2020 | IndyCar Series     | Scott Dixon (Dallara-Honda)           | Simon Pagenaud (Dallara-Chevrolet)   | Josef Newgarden (Dallara-Chevrolet)    | Josef Newgarden (Dallara-Chevrolet)  | Felix Rosenqvist (Dallara-Honda)    |
| 26      | 2021 | IndyCar Series     | Scott Dixon (Dallara-Honda)           | Scott McLaughlin (Dallara-Chevrolet) | Patricio O’Ward (Dallara-Chevrolet)    | Alex Palou (Dallara-Honda)           | Marcus Ericsson (Dallara-Honda)     |
| 27      | 2021 | IndyCar Series     | Patricio O’Ward (Dallara-Chevrolet)   | Josef Newgarden (Dallara-Chevrolet)  | Graham Rahal (Dallara-Honda)           | Scott Dixon (Dallara-Honda)          | Alex Palou (Dallara-Honda)          |
| 28      | 2022 | IndyCar Series     | Josef Newgarden (Dallara-Chevrolet)   | Scott McLaughlin (Dallara-Chevrolet) | Marcus Ericsson (Dallara-Honda)        | Felix Rosenqvist (Dallara-Chevrolet) | Pato O’Ward (Dallara-Chevrolet)     |
| 29      | 2023 | IndyCar Series     | Josef Newgarden (Dallara-Chevrolet)   | Pato O’Ward (Dallara-Chevrolet)      | Alex Palou (Dallara-Honda)             | Felix Rosenqvist (Dallara-Chevrolet) | Pato O’Ward (Dallara-Chevrolet)     |

Anmerkungen
1. ↑  Die Startaufstellung wurde ausgelost.
2. ↑  Die Startaufstellung erfolgte nach Fahrzeugpunkten.
3. ↑  Die Startaufstellung erfolgte nach Fahrzeugpunkten.